# 于季友
于季友（?—?），唐朝洛阳（今河南洛阳）人。唐宪宗的驸马。宪宗时宰相于頔次子。
于季友娶唐宪宗之女梁国惠康公主，为驸马都尉。元和八年（813年），任殿中少监，因为他的大哥于敏仗势横行，恣意杀人。于季友被免除两个官职。元和十二年（817年）四月，因为为母亲服丧期间夜间饮酒，被削官爵，安置忠州。长庆年间，于季友与唐穆宗于苑中打猎。后历任绛州刺史、宋州刺史。大和六年（830年）至大和八年（832年），为明州刺史。与白居易曾经作诗唱和。张祜有詩《观宋州于使君加乐琵琶》。于季友有子于晦，象州刺史；于係，司農少卿、知太倉給納；于慎思，壁州刺史；于懿孫，河西令；于盾，滎州刺史。